# Let's Make a Night to Remember
Let's Make a Night to Remember è una canzone del cantante canadese Bryan Adams pubblicata nel 1996.
Il brano è stato il secondo singolo estratto dal settimo album di Adams 18 til I Die del 1996. Lo stile musicale del brano è ampiamente ispirato alla musica rock e pop degli anni ottanta, mentre il suo testo è la cronaca di una relazione amorosa finita. Adams è stato nominato per un Juno Award come miglior produttore lo stesso anno.
Il video realizzato per Let's Make a Night to Remember è stato diretto da Matthew Rolston.

## Tracce
CD-Maxi
1. Let's Make A Night To Remember (LP Version) - 6:19
2. Rock Steady (The Original Demo) - 3:44
3. If Ya Wanna Be Bad Ya Gotta Be Good - 2:27
4. Hey Little Girl - 4:38

CD-Single
1. Let's Make A Night To Remember (LP Version) - 6:09
2. Rock Steady (The Original Demo) - 3:44

## Classifiche

### Classifiche settimanali
| Classifica (1996)                | Posizione massima |
| -------------------------------- | ----------------- |
| Australia                        | 7                 |
| Austria                          | 34                |
| Belgio (Fiandre)                 | 48                |
| Canada                           | 1                 |
| Canada (adult contemporary)      | 1                 |
| Europa                           | 38                |
| Germania                         | 57                |
| Irlanda                          | 25                |
| Nuova Zelanda                    | 17                |
| Paesi Bassi                      | 16                |
| Regno Unito                      | 10                |
| Regno Unito (physical)           | 10                |
| Regno Unito (rock)               | 1                 |
| Repubblica Ceca                  | 4                 |
| Scozia                           | 14                |
| Stati Uniti                      | 24                |
| Stati Uniti (adult contemporary) | 6                 |
| Stati Uniti (adult top 40)       | 14                |
| Stati Uniti (pop)                | 24                |
| Svezia                           | 39                |
| Svizzera                         | 41                |

### Classifiche di fine anno
| Classifica (1996)           | Posizione |
| --------------------------- | --------- |
| Australia                   | 36        |
| Canada                      | 14        |
| Canada (adult contemporary) | 7         |